# Universo de ficción

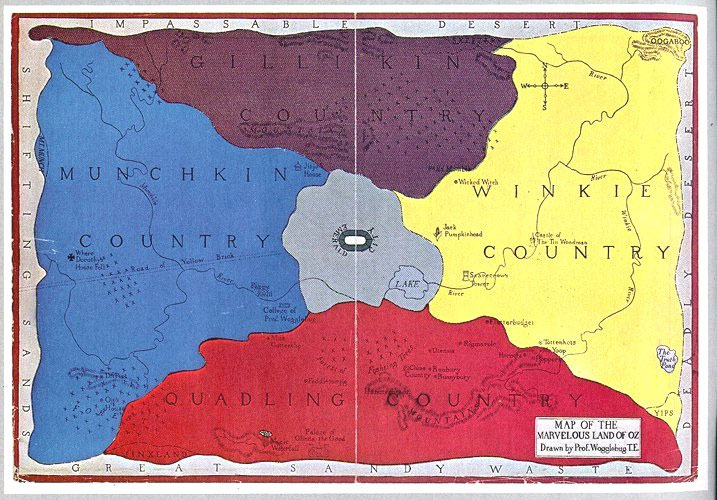
La Tierra de Oz, reino ficticio donde se desarrollan los libros de la serie "Oz" de L. Frank Baum.

Un universo de ficción, también llamado universo ficcional o ficticio, es un conjunto de conceptos, historias, personajes y poblaciones ficticias que funcionan como un todo homogéneo y cohesionado.
Si bien en prácticamente cualquier obra ficticia puede hablarse de un «universo ficticio», en general el término se reserva para aquellos con una complejidad apreciable, o utilizados en múltiples historias.
En literatura es denominado mundo de ficción, el cual es creado por el texto literario. Es posible reconocer un proceso comunicativo interno (entre los personajes de una novela) y un proceso externo, en el cual el emisor es el autor, el receptor es el lector y el mensaje es el mismo texto.

## Origen
Los universos de ficción más antiguos son las mitologías que la gran variedad de culturas y civilizaciones humanas han ido generando en los últimos milenios (las mitologías greco-romana, escandinava, celta, precolombina y japonesa son sólo algunos ejemplos). Sin embargo es importante señalar la diferencia existente entre los universos ficticios de las mitologías (cuya autoría se debe a una lenta y laboriosa sucesión de generaciones humanas) y los universos de ficción «artificiales» creados por un solo autor (o unos pocos autores), como la gran variedad de universos de ficción de los siglos XX y XXI. La Tierra Media o La guerra de las galaxias se cuentan entre los universos de ficción más célebres de esta última clase de universo ficticio y cabe decir que, por lo general, el término «universo ficticio» se aplica a esta clase de universos de ficción «artificiales» mucho más que a las mitologías de las diferentes culturas humanas. En el caso de estas últimas el término «mitología» presupone un elemento teológico: el de la creencia en la existencia real de los dioses. Por ejemplo, son muy conocidos los procesos que tanto los antiguos griegos como los modernos cristianos o musulmanes han llevado a cabo por impiedad (la negación de la existencia de dios o de los dioses, o la falta de respeto a los ritos tradicionales), mientras que a ningún sistema jurídico de la actualidad se le ocurriría procesar a una persona por apreciar la ficción de la Tierra Media o de La guerra de las galaxias. A los «universos ficticios», tal como se les concibe en la actualidad, se les considera pues como ejercicios plenamente conscientes de la creación de una ficción, mientras que las mitologías nacieron de la creencia en la existencia real de los dioses.

## Continuidad
Se conoce como «continuidad» al nivel de coherencia interna de los diversos aspectos e historias representados dentro de un universo de ficción, de forma que los mismos no se contradigan entre sí. Un elevado nivel de continuidad aumenta el realismo de un universo de ficción, aunque su falta es frecuentemente un motivo de queja entre los aficionados al mismo.

## Clasificaciones

### Universo paralelo
Hay dos clases de universos paralelos
- Un universo paralelo es un universo en todo similar al universo original, a excepción de unas pequeñas diferencias. A menudo se utilizan como recurso narrativo para justificar situaciones incoherentes
- Un universo paralelo puede utilizarse también para que ciertas reglas o enfoques no se apliquen a la totalidad de un universo, sino a un sector contenido. Generalmente se utilizan para reformular personajes a un formato más moderno sin perder a los personajes clásicos, aunque DC Comics también los utilizó en el pasado para sumar a sus personajes viejos y a otros adquiridos a otras editoriales sin destruir para eso sus propias historias. También se utilizan introduciendo en el mismo a un personaje proveniente del universo «normal», que debe adaptarse a la nueva realidad o intentar restaurar el universo original.

Los univeros paralelos pueden asumirse como universos que siempre fueron parte del multiverso, o bien tener un origen. Por lo general, un universo paralelo creado surge a partir de un viaje temporal en el cual un viajero del tiempo retrocede al pasado y lo modifica de una forma sustancial, matando a alguien importante, previniendo una catástrofe, etc. Se puede interferir con acontecimientos históricos propios del universo de ficción específico, o con acontecimientos históricos reales (guerras, presidentes, etc.) incluidos como tales dentro del universo de ficción.

### Dimensiones paralelas
Una dimensión paralela es un sitio ficticio que no forma parte, desde un punto de vista cosmológico, del mismo universo; pero que a diferencia de los universos paralelos no posee puntos de comparación apreciables con el universo principal. Por lo general, el acceso a tales dimensiones es sencillo pero está restringido a ciertos personajes, asociaciones, tecnologías o métodos no disponibles para todos.

### Futuros
El mismo universo de ficción, visto un cierto tiempo en el futuro. Puede ser visto mediante un viaje temporal de un personaje del presente al futuro o viceversa, mediante una historia especial ambientada directamente en dicho futuro, o incluso mediante una serie ambientada en el mismo, en la cual el «futuro» pasaría a ser el presente dentro de su propio marco de referencia.
Un universo de ficción puede tener un futuro concreto ya establecido, o tener múltiples «futuros posibles», que son tratados como futuros eventuales que podrían tener lugar o no.

### Universos ficcionales fuertes y débiles
Según esta clasificación, todas las obras narrativas configuran o pertenecen a un universo ficcional, en la medida en que se trate de ficción. Sin embargo, los universos posibles integran un espectro que va desde los universos ficcionales débiles a los universos ficcionales fuertes. La diferencia parte del grado de autonomía que tenga dicho universo ficcional con respecto a la realidad del lector:
- Los universos ficcionales débiles son aquellos en los que el grado de autonomía entre la realidad del lector es mínima: sólo se añaden algunos detalles anecdóticos al mundo, tales como algunos personajes o eventos menores o personales. Estos universos ficcionales habitualmente se ven en las novelas e historias de corte realista. En este tipo de historias, el universo ficcional supone la realidad cotidiana, y por tanto no se elabora esfuerzo en detallarlo.
- Los universos ficcionales fuertes son aquellos en los cuales el grado de autonomía entre la realidad del lector y la de la historia es superlativa. Estas historias poseen eventos, lugares y personajes completamente ficticios, y generalmente son muy complejos, con un "texto cero"[1] o biblia de ficción que establece el canon y la continuidad oficial de una serie. Ejemplos de esto se pueden encontrar en la ficción popular y en géneros como la ciencia ficción, fantasía, Espada y brujería, etcétera.

## En la historieta
En la historieta la creación del concepto actual de universo ficticio puede atribuirse a Jack Kirby y Stan Lee, creadores de las revistas de historietas de superhéroes de Marvel Comics. A diferencia de las revistas realizadas anteriormente, aquí los personajes de unas revistas aparecían de invitados en otras, unos héroes combatían personajes de las galerías de villanos de otros, las aventuras de un título hacían referencias a acontecimientos ocurridos en otro, e incluso algunas historias comenzaban en una revista y seguían en otra. A partir del Universo Marvel salieron los métodos utilizados en la confección de la mayoría de los universos de ficción de superhéroes actuales.

## En los juegos de rol
Algunos juegos de rol, como ¡Piratas! o Far West, están ambientados en épocas históricas reales sin mezcla alguna con elementos de fantasía, y no puede decirse por tanto que se desarrollen en universos de ficción por derecho propio, a pesar de que toda partida de rol sea obviamente una ficción. Aun así la mayor parte de los juegos de rol están ambientados en universos de ficción. El universo de juego de James Bond 007 está situado en la Guerra Fría, pero los elementos de ficción son tan numerosos en James Bond que puede decirse que el de James Bond es un universo de ficción por derecho propio. Más evidente aún es la condición ficticia de dos universos ya mencionados, la Tierra Media y La guerra de las galaxias. Todos estos universos de juego (la piratería del siglo XVII, el viejo oeste, James Bond, la Tierra Media o La guerra de las galaxias) se han dado en la realidad o han sido creados por la imaginación de algún autor, pero siempre con independencia de los juegos de rol que más tarde fueron concebidos para jugar a rol en ellos. Existen sin embargo universos de juego específicamente concebidos para un juego de rol. Conocidos como escenarios de campaña los más célebres son el así llamado Mundo de Tinieblas de la editorial White Wolf o los escenarios de campaña creados para el juego de rol Dungeons & Dragons.

## Ejemplos de universos de ficción
- Multiverso (uno de los multiversos más célebres es el de Michael Moorcock, con novelas como Elric de Melniboné, Hawkmoon o Corum)
- Ucronía (una ficción en la que se presenta al mundo real de la manera en que podría haber sido y no como es en realidad). Algunos ejemplos de ucronías:
  - Castillo de Falkenstein[7] (juego de rol situado en un siglo XIX ucrónico en el que la magia y las criaturas mitológicas siempre han existido)
  - Deadlands[8] (juego de rol en el que a partir de 1863 el chamanismo amerindio introduce seres sobrenaturales en el viejo oeste).
  - Code Geass: anime en el que robots gigantes pilotados por combatientes de las fuerzas militares de diferentes países luchan contra un imperio tiránico.
- Universos de ficción de fantasía heroica o de espada y brujería:
  - Arda (Arda contiene a Aman y a la Tierra Media, los continentes donde se sitúa la mayor parte de la literatura épica de J. R. R. Tolkien)
  - Era Hiboria[9] (creación de Robert Ervin Howard para sus personajes Kull de Atlantis y Conan el Bárbaro)
  - Enothril (universo concebido por Aleksei Andrievski y adaptado a juego de rol)
  - Glorantha[10] (universo concebido por Greg Stafford, adaptado a juegos de tablero y de rol)
  - Reinos Jóvenes (uno de los universos de ficción del multiverso de Michael Moorcock, en el que vive su personaje Elric de Melniboné)
  - Tékumel (universo de ficción creado por el profesor M. A. R. Barker)
  - Mundo de Narnia (universo concebido por C. S. Lewis)
  - Universo de Harry Potter (universo creado por J. K. Rowling) (parte de la franquicia de medios: Mundo Mágico)
- Universos de ficción de superhéroes:
  - Universo DC (universos relacionados: Universo extendido de DC y Universo DC (franquicia))
  - Universo Marvel (universo relacionado: Universo cinematográfico de Marvel)
- Universos de ficción de dibujos animados:
  - Universo de Mickey Mouse y Universo del Pato Donald (ambos coexistentes el uno con el otro en un universo compartido)
- Universos de ficción de ciencia ficción o de ópera espacial:
  - Universo Star Wars (creación de George Lucas para su saga cinemátografica epónima)
  - Universo de Blade Runner (creación de Ridley Scott basándose en una novela de Philip K. Dick para su saga cinemátografica homónima)
  - Universo Star Trek (creación de Gene Roddenberry para su serie de televisión epónima)
  - Universo de BattleTech (universo del juego de tablero epónimo, para el que han sido escritas numerosas novelas)
  - Universo Robotech (creación de Carl Macek para su serie de televisión epónima)
  - Universo de Doctor Who (universo de ciencia ficción de la BBC, cuya serie original llevó a varias a series derivadas que ampliaron dicho universo)
- Universos de ficción en la literatura:
  - Arda. Mundo en el cual tienen lugar los acontecimientos de la casi totalidad de la obra de ficción de Tolkien.
  - Cosmere. Universo ficticio donde transcurre gran parte de la obra literaria de Brandon Sanderson.
  - Universo de la Fundación. Galaxia futura en la que se desarrolla la Saga de la Fundación, serie de libros del escritor Isaac Asimov.
  - Mundo del Río. Planeta ficticio en el que se desarrolla una serie de libros de ciencia ficción del escritor Philip José Farmer.
  - Espacio conocido. Escenario ficticio de cierta cantidad de novelas e historias cortas de ciencia ficción escritas por Larry Niven.
  - Honorverso. Universo ficticio en que transcurren las novelas de Honor Harrington, escritas por David Weber.
- Escenarios de campaña concebidos para el juego de rol Dungeons & Dragons:
  - Falcongris[11]
  - Dragonlance[12]
  - Reinos Olvidados[13]
  - Sol Oscuro[14][15]
  - Ravenloft
  - Eberron
  - Planescape[16]
  - Spelljammer[17]
  - Birthright
  - Al-Qadim
  - Reinos de Kálamar
  - Fralia